# Kántorböjt
A kántorböjt (latinul ieiunia quattuor temporum a. m. „négy évszakos böjt”) a római katolikus egyház naptárában évente négyszer tartott vezeklő napokra utal, amelyeket eredetileg böjt, absztinencia, ima és alamizsnaosztás jellemzett. Időzítése nagyjából egybeesik a négy évszak kezdetével. Célja, hogy hálát adjanak Istennek a teremtés ajándékaiért, emlékeztetve az embereket, hogy mértékkel vegyék igénybe őket, és gondoskodjanak a rászorulókról. Magyar elnevezése a latin quattour a.m. "négy" kiejtésbeli eltorzításából származik: az egyházi szolgálatban álló zenészhez (kántor) nincs köze, népetimológia.

## Története
VII. Gergely pápa (1073–1085) vezette be a katolikus egyház naptárába, és a szent ünnepek utáni szerdára, péntekre és szombatra helyezte őket: Szent Lúcia napja (december 13.) után, hamvazószerda után, pünkösd után, a Szent Kereszt Felmagasztalása (szeptember 14.) után. Ebből az időmeghatározásból fakadt az emlékvers: „A hamvak, pünkösd, kereszt, Luca után emlékezz a kántorböjtre!" E böjti napok származási helye Róma, ahol feltehetően I. Kallixtusz pápa († 222) vezette be őket, és ahol I. Geláz pápasága óta a kántorböjti hetek végén kiszolgáltatják a szentségeket (vö. CIC c. 1006. § 2 1917-ből). Hivatalosan már I. Leó pápa hivatali ideje alatt szilárdultak meg Rómában; számos prédikációt tartottak. A liturgikus ünnep általában virrasztással (Quatembervigilia) ért véget, a kántorböjt szombaton több hosszabb szentírási felolvasással.
Az 1028-as seligenstadti zsinat óta már egész napos böjt és önmegtartóztatás. XXIII. János pápa breviáriumi reformja a szeptemberi kántorböjtöt a szeptember 17-e utáni szerdára helyezte át a keresztfelmagasztalás ünnepe utáni szerda helyett. Ezt követően péntekre és szombatra; ebben a sorrendben ünnepelték a liturgikus reformig. A második vatikáni zsinatot követő liturgikus reform megtartotta a kántorböjtöt, de az egyes püspöki konferenciákra bízta az időzítést és a struktúra meghatározását. 1972-ben a Német Püspöki Konferencia úgy döntött, hogy a következő dátumokra helyezi a német regionális naptárban: a nagyböjt első hetében (tavaszi negyed), a pünkösd előtti héten (nyári negyed), október első hetében. (őszi negyed) és advent első hetében (téli negyed). A római rítus liturgikus naptárában a kántorböjt az eredeti dátumon maradt.
A kántorböjti napok – szerda, péntek és szombat – saját számítási formával és számos különleges tulajdonsággal rendelkeznek, pl. a perikópák (a.m. "körben levágott darabok", a szentírási olvasmányok XVI. század óta használt neve) kiválasztása és száma tekintetében.
Mindeközben a kántorböjtöt már nem tekintik kötelező böjti napoknak: azok elsősorban a gyülekezetek lelki megújulását szolgálják. Ezeken a napokon mindenekelőtt a lelki hivatásokért kell imádkozni, és a katolikus segélyszervezetek megfelelő lelki gondjait is be kell építeni a közbenjárásokba.

## Népi megfigyelés
„Akárhonnan fúj a szél kántorböjtben, ott negyed évre megáll.”